# Jean-Philippe Dion
Jean-Philippe Dion, né le 7 octobre 1983 à Saint-Alphonse-de-Granby au Québec, est un animateur et producteur de télévision québécois. Il habite maintenant à Montréal et y a également fait ses études.

## Carrière

### Débuts professionnels
Jean-Philippe commence sa carrière en télévision en 2001 à l’animation de Capharnaüm, au Canal Savoir avant de faire le saut chez Productions J pour travailler sur Star Académie, notamment comme assistant-réalisateur de la quotidienne.
Il fait ses débuts comme producteur au contenu sur le long-métrage documentaire Céline autour du monde pour lequel il suit la star québécoise dans de nombreux pays à l'occasion de la tournée mondiale Taking chances. Toujours comme producteur au contenu, il pilote la cinquième saison de Star Académie en 2012, suivie du magazine culturel Accès illimité, dont il cosigne aussi le concept, et l’émission Céline Dion... Sans attendre.
En 2015, il produit la première saison des Dieux de la danse, diffusée à ICI Radio-Canada.    

### Productions Déferlantes
En 2015, Jean-Philippe Dion devient vice-président, contenu et stratégie, chez Productions Déferlantes.
À titre de producteur exécutif, il s’implique sur les séries documentaires Mitsou et Léa et Pot inc., présentées sur la chaîne Moi et cie.
Il collabore également avec Alexandre Taillefer pour concevoir le documentaire BYE_ qui revient sur le suicide de son fils et les enjeux en santé mentale chez les jeunes. L’émission est présentée à ICI Radio-Canada et sur France.tv.
En 2021, il sera producteur exécutif de Star Académie.

### Télévision
Chroniqueur culturel à Salut Bonjour en 2010 et 2011, il obtient son premier mandat d'animateur à TVA en 2012 pour la quotidienne de Star Académie.
En 2012, il conçoit, coanime et produit Accès illimité qui sera diffusée jusqu’en 2016 à TVA. L’épisode avec Céline Dion sera d’ailleurs présenté sur la chaîne C8 en France, en 2017, sous le titre Un an avec Céline Dion.
À l’automne 2017, il prend la barre de l'émission La vraie nature à TVA, une adaptation québécoise du concept français La parenthèse inattendue. Il contribue à l'écriture du livre tiré de l’émission et publié en 2019 chez VLB éditeur : La vraie nature : le livre du chalet.    
Après avoir coanimé depuis 2012 Le tapis rouge et Les coulisses, il prend les rênes du gala Artis en 2018 et en 2019 aux côtés de Maripier Morin.    
En 2025, il est le producteur et l’animateur de l’émission Star Académie.

### Radio
C'est d’abord sur les ondes de Rouge FM de 2013 à 2015 que Jean-Philippe Dion coanime le rendez-vous estival quotidien Rouge Café, avant de faire le saut à Rythme FM pour parvenir à l'animation de Mitsou et Jean-Philippe en compagnie de Mitsou Gélinas en 2017, 2018 et 2019 .

### Engagement social
En 2017, Jean-Philippe Dion devient porte-parole du Réseau Avant de Craquer, un organisme sans but lucratif qui vise à soutenir les proches des personnes vivant avec la maladie mentale. Une cause qui le touche particulièrement.
En 2019, il devient l'un des porte-paroles de La guignolée des médias.

## Animation

### Télévision
- 2001-2004 : Capharnaüm, Canal Savoir
- 2007 : Maxime Landry : Vox pop, intervieweur, TVA
- 2007 : Céline Dion live à Las Vegas (Les Secrets), intervieweur, DVD
- 2008 : Les auditions de Star Académie en prolongation, animateur, TVA
- 2009 : Star Académie en prolongation, animateur, TVA
- 2009 : Sucré salé, chroniqueur, TVA
- 2009 : Salut Bonjour Weekend, chroniqueur culturel, TVA
- 2010 : Céline autour du monde, intervieweur
- 2011 : Le retour de nos idoles - Le secret des coulisses, animateur, Prise 2
- 2010-2011 : Salut Bonjour, chroniqueur culturel, TVA
- 2011 : Les auditions de Star Académie en prolongation, animateur, Vox
- 2012 : La quotidienne de Star Académie, animateur, TVA
- 2012 : Accès illimité: Marie-Mai, animateur, TVA
- 2012 : En attendant Céline, animateur, Vidéotron
- 2012 : Accès illimité : Céline Dion, animateur, TVA
- 2014 : Marie-Mai live au Centre Bell : Traverser le miroir, intervieweur
- 2015 à 2017 : Les confidences d’Accès illimité, animateur, Moi et cie
- 2012 à 2017 : Les coulisses du gala, animateur, TVA
- 2012 à 2017 : Le tapis rouge, animateur, TVA
- 2013 à 2017 : Accès illimité, animateur, TVA
- 2017 : Un an avec Céline Dion, animateur, C8 (France)
- 2017 : Marc Dupré : Rester forts, animateur, TVA
- 2017 à 2020: La vraie nature, animateur, TVA
- 2018-2019 : Gala Artis, animateur, TVA
- 2021 : Producteur de Star Académie , TVA
- 2023-2024 : «Sortez-moi d’ici , TVA
- 2025 : Star Académie 2025, Animateur des variétés, TVA

### Radio
- 2017 à 2019 : Mitsou et Jean-Philippe, animateur, Rythme FM
- 2016-2017 : Le show du retour, collaborateur, Rythme FM
- 2015 : Parti pour l’été, coanimateur, Rythme FM
- 2013-2014 : Rouge café, coanimateur, Rouge FM
- 2008 : Radio M105 Granby, chroniqueur, M105 Granby

## Récompenses

### Producteur
- 2018 : La Vraie nature - Meilleure émission ou série d’entrevues ou talk-show (Gala des prix Gémeaux)[23].
- 2019 : La Vraie nature - Meilleure émission ou série d’entrevues ou talk-show (Gala des prix Gémeaux)[24].
- 2023: La vraie nature - Meilleure animation émission ou série: entrevues ou talk-show (Gala des pris Gémeaux)[25]